# Polia scotochlora
Polia scotochlora är en fjärilsart som beskrevs av Vincenz Kollar 1848. Polia scotochlora ingår i släktet Polia och familjen nattflyn. Inga underarter finns listade i Catalogue of Life.